# بهشية مفرضة
البَهْشِيِّة المفرضة (باللاتينية: Ilex crenata) نوع نباتي يتبع جنس البهشية من الفصيلة البهشية.
موطنها شرق آسيا من الصين وتايوان إلى كوريا واليابان وجزيرة سخالين الروسية.